# 城下町的蒲公英
《城下町的蒲公英》是由春日步以四格漫畫形式發表的日本漫畫作品，于2012年4月號刊載於芳文社雜誌《Manga Time Kirara Miracle!》，2017年移籍至《Manga Time Kirara》繼續連載，現於芳文社漫画网站「COMIC FUZ」连载中。已出版7本單行本。2014年11月宣布決定製作電視動畫，2015年7月至9月首播。

## 故事
擁有特殊能力的王家9個兄弟姐妹們的生活，通过遍布全町的監視攝像頭向全國转播！而觀看這個的國民將選出下屆的國王。持有重力操縱能力的三女茜是一個極度的害羞鬼，為了不被攝影機拍到而竭盡全力。但是她的兄弟姐妹們是怎麼想的呢？

## 主要角色

### 櫻田家
櫻田茜（聲：花澤香菜）
本作主角。15歲→17歲。三月出生。身高153公分。櫻田家三女。擁有可以將自己與碰觸到的東西重力改變的能力→「重力制御（控制）」常常使用能力沒注意而走光。個性有點天然。櫻田家姊妹胸圍最小者。高一生，現已經升上高三。
非常怕生，害怕成為眾人矚目的焦點，原因在原作和動畫有些不同，動畫因為是過去花蓮家遭小偷，為保護花蓮不小心把花蓮家毀了，而遭到眾人的評論，造成她現在害怕眾人視線的個性；在原作則是因為小時候十分的淘氣，以正義的英雄自居，卻在和花蓮遭遇到小偷時，因為害怕而動不了並為此感到後悔（不過被朋友的杏和花蓮指出，茜不是因為害怕小偷，而是害怕傷到花蓮）。願意努力成為國王是因為長女葵告訴她「可以下令拆除所有攝影機甚至停掉櫻田王家新聞」。由於當時受到驚嚇，對修受傷一事的記憶糢糊。被奏認為「雖然個性不適合，卻是個很有國王資質的人」。因為修十分在意花，而開始對花有些小嫉妒。偶像紗千子的粉絲。有自己的粉絲俱樂部，而且規模龐大。為提升支持率，在葵的計策下，化名為「真紅玫瑰」的英雄角色，雖本人認為在干擾眼鏡（奏生成的，但其實只是副普通的眼鏡）的影響下，沒人認出她是誰，其實所有人都很清楚她是茜，但也不忍心拆穿她，只能等到茜自己發現，不過到那一天還非常遙遠……
在國王閃到腰時，跟修還有輝去遇難的村莊幫忙，意外發現自己的身分已曝光，想通後將干擾眼鏡拋向空中，跟「真紅玫瑰」的自己道別（被修教訓別亂丟垃圾）。崇拜的人是法國的亨利四世。最後沒有成為國王，但已經慢慢開始改變。
櫻田葵（聲：茅野愛衣）
17歲→19歲。櫻田家長女。十二月出生。身高165公分。擁有一旦記住就不會忘掉的絕對記憶力「完全學習」，但實際上的能力是「絕對遵守」，是命令他人且絕對服從的能力，對動物無效。由於太過危險而被葵自主性的封印，對其他人宣稱自己的能力是「完全學習」。奏曾詢問過葵真正的能力為何且是否能逆轉選舉結果，但葵並未回答。
是一個溫柔善良的大姐姐，但也有點小腹黑，是個重視家人與朋友的人，但有時會因為想太多而自己打擊自己。很喜歡和她的朋友菜菜緒、靜流、卯月四個人的圈子，因為能讓他人絕對服從的關係很擔心這三人是不是因為自己的能力才跟自己當朋友，而在大家都上大學後曾因為一時的覺得可能很難維持了而難過，後來因為想起國王的開導以及這三人幫她辦的生日派對而釋懷。動畫中本單元最後一幕表明菜菜緒、靜流、卯月小時候是真心跟葵當朋友的。在國王閃到腰時，負責接待海外的貴賓。崇拜的人是愛德華八世。動畫最後，在最終政見發表會時公開了自己真正的能力，並宣佈自己退出選舉。上大學後搬出家中到外面生活。
漫画中真正的能力为“夙愿鼓舞”（本望鼓舞），因此她并不是能够命令他人遵守自己的命令，而是能够激励他人去实现自己本来的愿望，她在最终演讲中得知真相后如释重负，表达了过去不敢说出的愿望——她并不愿意成为国王——并得到了国民的理解，而且使得原本准备投票给她的国民转投给了修。
櫻田修（聲：木村良平）
16歲→18歲。身高182公分。櫻田家長男，二月出生，和奏為雙胞胎，修是哥哥（比奏早30分鐘出生），與國王年輕時候的樣貌一模一樣。平時看起來有些懶散，有時還會不看場合說些不該說的話，但在關鍵時刻非常可靠。在家中地位不高。對胸部的看法是手感最重要。高中生，現已經升上大學。擁有可以將自己與碰觸到的東西瞬間移動的能力→「瞬間移動」。12年前為了把茜從將要倒塌的城堡（奏生成的）救出來而傷到了腳，雖然不會影響到日常生活的活動但以後也不能做激烈的運動，不過表示即使不能跑步，他還是非常幸福。不希望奏為了自己費盡人生，希望奏變得幸福。在奏差點被鋼筋擊中時救了她，並跟奏說他對他當時的決定並無悔意，要奏釋懷，並要奏多依靠他這個哥哥。
在原作中似乎不怎麼受到歡迎。對茜是個妹控，是「茜粉絲會」會員02號。認真參加選舉的真正原因是為了阻止奏成為國王而進行妨礙工作。喜歡花，原因是因為花十分平凡單純，被花告白後與她約定，選舉結束會回應花的告白。但因為自己是王族而擔心會令花有負擔，一直迷惘著。之後在國王的教誨後正式回應了花的告白，在之後更向花求婚定下婚約。曾說自己的初戀是小學四年級時轉來的女生，而那個人就是花。現與花一起進行選舉活動。在國王閃到腰時，跟茜還有輝去遇難的村莊幫忙，教訓茜別亂丟垃圾。動畫最後，在最終政見發表會時發揮他優秀的判斷力與領導能力成功讓飛船停下，成為下任國王，將花帶到父母面前。
櫻田奏（聲：石原夏織）
16歲→18歲。身高160公分。櫻田家次女，二月出生，和修為雙胞胎，奏是妹妹（比修遲30分鐘出生），原作中參加選舉的原因之一是為了要回報修，因為修是自己的好勝而受傷因此自責，立志成為國王後大力發展醫療研究來治療修的腳。但在後來知道修對當時的事完全不後悔，並要奏別再在意後釋懷，決心要為自己成為國王。櫻田家姊妹裡胸部最大者，表示形狀比大小重要。喜歡可愛的事物，但基本上都不承認，家裡的貓的名字「羅宋湯」是她取的，雖然被其他家人說很沒品味。在家中的影響力極大。個性腹黑，但是個外表嚴肅內心溫柔的人，在茜不知道的時候有很多關心與照顧她的舉動。小時候十分天真可愛。花為幫茜脫困，而當眾告白時，曾問修對此有什麼想法，有吃醋的現象，之後開始接受花。原本擔任學校學生會副會長，後來晉升為學生會會長，而現在已升上大學。可憑藉空想創造任何事物，但代價是從自身賬戶中扣除相應金額→「物質生成」但如果生成的物體價值，超越手上的金額，便會以已生成的物體做為生成代價。投資股票，手上金額相近國家預算。在國王閃到腰時，和遙負責處理文書作業。崇拜的人是尊嚴王腓力二世。動畫最後為了考上醫學院而努力學習。
櫻田遙（聲：村瀨步）
13歲→15歲。身高160公分。櫻田家次男，五月出生，和岬為雙胞胎，遙是弟弟。能力是可以計算所有事物的概率→「概率預知」對這能力相當依賴。個性十分冷靜，但也很溫柔，有時會有點神經質。很照顧姐姐茜（其實也很照顧岬），常常做出幫忙茜的舉動。有時會透露出他想搬出家的想法，後來報考私立寄宿制高中及格並想就讀，原因是不想像過去一樣被人跟岬比較，現在會在學校戴眼鏡也是因為想跟岬做區分，但經過茜的調停已釋懷。原本是國中生，現已與岬一同升上高中。認為自己較適合當國王的參謀。現正在幫助岬成為國王，認為岬是適合當國王才願意幫她一把。在國王閃到腰時，和奏負責處理文書作業。似乎已利用能力得知當選機率最高的人是誰了。崇拜的人是滿者伯夷朝的宰相加查·馬達。動畫最後成為了國中學生會書記。
櫻田岬（聲：松井惠理子）
13歲→15歲。身高153公分。櫻田家四女，五月出生，和遙為雙胞胎，岬是姐姐。最多可以製造七個代表自己不同情感的分身→「感情分裂」，每個分身皆代表七宗罪的一種並各自擁有名字，以髮型和瞳色區分，分身各自都有各自的才能(岬認為雖各有不同才能，內在卻很隨便)，因此岬時常向有需要的社團外借分身，並充當分身的經紀人，而本人並沒有分身那樣亮眼的技藝，認為自己很普通(被分身們吐槽普通人是不會分裂的)。以前是短髮，後來注意到遙心裡的不平衡，而開始留長髮，想要和遙一直在一起。原為國中生，現已與遙一同升上高中。擅長的是外交與替他人著想，被遙認為這種為他人付出的個性很適合當國王。但自己一開始想要成為國王的原因是因為不想讓出色的姐姐們把自己比過去而且想讓遙更注意她而參選，後來覺得這樣很膚淺一度消沉過，被遙鼓勵過後復原，正在自己努力著的參加選舉活動。而在原作選舉前就已放棄。非常在意遙，會因為遙時常在意茜而吃茜的醋。在國王閃到腰時，負責接受記者採訪。崇拜的人是查士丁尼一世。動畫最後成為國中學生會長。
櫻田光（聲：小倉唯）
10歲→12歲。十月出生。身高135公分(估計現已經長高超過154公分)。櫻田家五女。可以暫時改變任何生命形式的成長狀態，時效為24小時→「生命操作」。似乎很喜歡吃咖喱。個性天然，還會搞錯字句的意思發生誤會。使用能力變大時，胸部大小足以跟奏匹敵。隨著時間流逝，身高胸圍都已經勝過茜，這讓茜很受打擊。原為國小生，現已升上國中。為了引人注意當上偶像，卻忘了曝光身分，以中學生姿態出演公開活動，剛開始時被紗千子討厭，後來化解誤會，和紗千子成為了好友。煩惱著是否要公開自己是王族的事實，一度陷入低潮，最後在思考自己成為偶像的意義後決定不公開。因不想再欺騙紗千子而告訴了她真相，但紗千子表示｢她並不在意光是否為王族，只知道光是什麼樣的人｣，讓光感到非常高興。在原作中以沒興趣為理由放棄選舉。在國王閃到腰時，和栞負責看家。崇拜的人是瑪麗亞·特蕾西亞。動畫最後公佈了自己王族的身份，但還是繼續以偶像的身分活躍。
櫻田輝（聲：勝田詩織）
6歲→8歲。櫻田家三男。一月出生。身高109公分。擁有超越大人的怪力→「怪力超人」而媽媽為防止年幼的輝亂用能力而在輝右手上設下「封印」。是個患有中二病的開朗少年。崇拜哥哥修。意外的在原作中沒什麼鏡頭。雖想成為國王也很努力，但並沒有什麼顯著的效果。在國王閃到腰時，和修還有茜去遇難的村莊幫忙，利用能力將坍塌的道路挖通。崇拜的人是拿破崙。動畫最後為了幫助修，和栞在城堡裡學習。
櫻田（聲：鈴木愛奈）
5歲→7歲。櫻田家六女。四月出生。身高99公分。有能和動物與物品對話的能力→「物體對話」。內在比外表看起來成熟許多，十分照顧哥哥輝，但另一方面也很依賴輝。在國王閃到腰時，和光負責看家。憧憬著白雪公主。動畫最後為了幫助修，和輝在城堡裡學習。
櫻田總一郎（聲：松本大）
國王。38歲→40歲。身高200公分。可以看見人感情的氣息。年輕時長相與修非常相似。父母早逝，沒有兄弟姊妹，對家庭的概念並不清楚。不顧周遭的反對上了普通高中，也因此遇上了五月，第一次了解到何為家庭，也因此使自己的臉多了些色彩。對子女有過度保護的傾向。知道葵的真正能力。動畫中為要以公主抱抱起五月而閃到腰，不只遭到身體的打擊，更遭到精神上的打擊（老了）。為葵搬出去而大哭，為修帶花來見他感到欣喜。
櫻田五月（聲：雪野五月）
王妃。38歲→40歲。身高155公分。知道葵的真正能力。原姓東雲，比國王年長一歲。家裡有2個弟弟跟2個妹妹。在學校屋頂上遇上了總一郎，自此開始他們之間的關係。讓其了解到何謂家庭以及表情的重要性。稱國王為「小總」。動畫中，總一郎為將她以公主抱的方式抱起而閃到腰，而讓五月遭受精神上的打擊(重了)。為修帶花來見她感到欣喜。
羅宋湯（聲：速水獎）
櫻田家養的貓。由光在外撿回。曾抱怨櫻田家的貓食比塑膠袋還不如。喜歡躺在茜身上，原因是跟牠以前的窩的感覺很像。因為名字跟食物羅宋湯一樣，以為自己要被宰了而逃走，但之後又被羅宋湯的味道引回來。在輝的妄想中變成隻巨貓。

### 學校
福品同學（聲：中尾智）
本名福品創。高中一年級男學生，茜就讀班級的副班長。
「茜粉絲會」會長。喜歡茜，很喜歡看茜害羞的樣子。看見扮成「真紅玫瑰」的茜，能即時反應並配合。
鮎瀨花蓮（聲：早見沙織）
女學生。茜在學校的青梅竹馬好友，很保護與關心茜，亦有說出很喜歡茜的場景。過去家裡遭小偷時被茜保護，對此非常感謝。
卯月（聲：丸塚香奈）
女學生。學生會會長。身體有些不好，在漫畫原作中，在高中畢業後進入附屬大學就讀。
菜菜绪（聲：森岡由花）
女學生。在漫畫原作中，在高中畢業後進入附屬大學就讀。
靜流（聲：影山燈）
女學生。在漫畫原作中，在高中畢業後進入附屬大學就讀。
佐藤花（聲：相坂優歌）
16歲→18歲。身高150公分。與修同班的女學生，因父親工作的緣故時常搬家。存在感薄弱，因為認為只有修記得她而喜歡上修，在她因誤會而鼓起勇氣告白後得知修正在努力選舉無法分心，與修約定選舉結束後交往，但實際上關係已跟交往沒兩樣了。現正幫助修進行選舉活動。動畫最後被修帶去見父母。原作中接受了修的求婚。與修已有婚約，並跟櫻田家的人處得不錯。

### 藝能關連
松岡幸志（聲：鎌田匠）
男性。娛樂製作製片人。常為光操心。
米澤紗千子（聲：三澤紗千香）
女中學生藝人，原本不太喜歡光，但在和光搭擋之後發現對她有所誤解，敞開心房後，兩人也因此成為了好友。自從和光認識後，對演藝活動感到更加的快樂。意外聽見光與松岡先生的對話，發現光是王族，一度感到錯愕，但之後表示｢她並不在意光是否為王族，只知道光是什麼樣的人｣，對此並不在意。少數不知道「真紅玫瑰」是茜的人。在光的拜托下，去岬的演說上助陣，在這時與遙見面後對遙有些好感。
作者春日步老師在為此偶像角色形象煩惱時，得知聲優三澤紗千香的存在後「就決定是她了！」，之後就以三澤紗千香的形象創造了這個角色。

### 東雲家
東雲大五郎

東雲千惠子

東雲葉月（聲：松井惠理子（學生時代））

東雲神那（聲：村瀨步（學生時代））

東雲睦稀（聲：勝田詩織（少年期））

東雲美奈（聲：鈴木愛奈（幼少期））

### 櫻田城
楠史郎（聲：八木隆典）

曾和初姬

## 用語
櫻田家
國家的王族。是國家的象徵和希望。一共9兄弟姐妹——3男6女。雖然是王族，但在國王的方針下居住在普通的住宅區，過著與國民一般的生活。每個禮拜都會由年長組的四人（動畫中還算上遙跟岬）進行家事分工，有料理、洗衣服、打掃、買東西。而茜總是很倒楣的抽到最不想抽的買東西。
特殊能力
每位王族的人都會擁有一種特殊能力（似乎出生時就有的），而每位王族的能力都不同。能力有時會不定期性地暴走，期間能力會不受控制地發動。嚴重時還會被隔離。

## 漫畫
《城下町的蒲公英》是由春日步以四格漫畫形式發表的日本漫畫作品。2012年4月号和6月號刊載於芳文社雜誌《Manga Time Kirara Miracle!》，同年8月號正式連載。2017年10月16日，本作因《Manga Time Kirara Miracle!》休刊而移籍至《Manga Time Kirara》繼續連載。2020年8月7日，转至芳文社漫画网站「COMIC FUZ」继续连载。2013年3月27日至2023年4月27日由芳文社發售7冊單行本。
| 集數 | 芳文社         | 芳文社                 |
| 集數 | 發售日期       | ISBN                   |
| ---- | -------------- | ---------------------- |
| 1    | 2013年3月27日  | ISBN 978-4-8322-4282-1 |
| 2    | 2014年6月27日  | ISBN 978-4-8322-4455-9 |
| 3    | 2015年8月27日  | ISBN 978-4-8322-4606-5 |
| 4    | 2017年5月27日  | ISBN 978-4-8322-4817-5 |
| 5    | 2019年10月25日 | ISBN 978-4-8322-7129-6 |
| 6    | 2021年11月26日 | ISBN 978-4-8322-7322-1 |
| 7    | 2023年4月27日  | ISBN 978-4-8322-7457-0 |
| 8    | 2025年5月27日  | ISBN 978-4-8322-9638-1 |

## 电视动画
2015年7月至9月于TBS電視網首播。

### 制作人员
- 导演：秋田典昭
- 副导演：福島利規
- 剧本统筹：吉田玲子
- 人物设计・总作画监督：小林真平
- 辅助人物设计＆道具设计：宮井加奈（日语：宮井加奈）
- 道具设计：小田嶋瞳・沖田宮奈
- 色彩设计：津守裕子（M.S.C）
- 美术设定：河野次郎（日语：河野次郎）（IMAGE ROOM Giraud）
- CG导演：植木麻央（SUBARU昴）
- 摄影监督：岩元广司郎（Studio Twinkle）
- 编集：神野学（索尼PCL（日语：ソニーPCL））
- 音响监督：龟山俊樹
- 音乐：大间间昂、兼松眾、田渊夏海
- 音响制作：DAX Production（日语：ダックスインターナショナル#ダックスプロダクション）
- 动画制作：Production IMS
- 製作：城下町的蒲公英製作委員會、TBS

### 主题曲
片头曲
作詞：磯谷佳江、本木咲黑，作曲：小野貴光，編曲：山口朗彥，主唱：唯夏织
片尾曲
作詞：大森祥子，作曲：俊龍，編曲：大久保薰，主唱：小仓唯

### 各話列表
| 話數   | 日文標題           | 中文標題             | 劇本     | 分鏡              | 演出            | 作畫監督                              | 片尾插畫   |
| ------ | ------------------ | -------------------- | -------- | ----------------- | --------------- | ------------------------------------- | ---------- |
| 第1話  |                    | 櫻田家的九名兄弟姊妹 | 吉田玲子 | 秋田典昭 三宅和男 | 伊部勇志        | 小田嶋瞳、加藤壯 川島尚               |            |
| 第2話  |                    | 外在優秀的姐姐       | 吉田玲子 | 木村泰大          | 木村泰大        | 小泉初榮                              |            |
| 第2話  | 佐藤同學的單戀     |                      | 吉田玲子 | 木村泰大          | 木村泰大        | 小泉初榮                              |            |
| 第3話  |                    | 想成為人氣者         | 吉田玲子 | 福島利規          | 福島利規        | 高橋初美                              | 蔓木鋼音   |
| 第3話  | 初次跑腿           |                      | 吉田玲子 | 福島利規          | 福島利規        | 高橋初美                              | 蔓木鋼音   |
| 第3話  | 偶像活動           |                      | 吉田玲子 | 福島利規          | 福島利規        | 高橋初美                              | 蔓木鋼音   |
| 第4話  |                    | 公主的裙子           | 高山克彥 | 本南宗吾郎        | 本南宗吾郎      | 加藤壯                                |            |
| 第4話  | 謎樣的學生會長     |                      | 高山克彥 | 本南宗吾郎        | 本南宗吾郎      | 加藤壯                                |            |
| 第5話  |                    | 夏日假期             | 廣田光毅 | 濁川敦            | 濁川敦          | 鈴木光                                | 竹葉久美子 |
| 第5話  | 秘密Online         |                      | 廣田光毅 | 濁川敦            | 濁川敦          | 鈴木光                                | 竹葉久美子 |
| 第5話  | 八個岬             |                      | 廣田光毅 | 濁川敦            | 濁川敦          | 鈴木光                                | 竹葉久美子 |
| 第6話  |                    | 選舉與我             | 吉田玲子 | 笹原嘉文          | 笹原嘉文        | 田中彩、飯飼一幸                      | 藤丸       |
| 第6話  | 姐姐很多愁善感     |                      | 吉田玲子 | 笹原嘉文          | 笹原嘉文        | 田中彩、飯飼一幸                      | 藤丸       |
| 第7話  |                    | 國王愛操心           | 高山克彥 | 守田藝成 中村憲由 | 本田修 秋田典昭 | 小美戶幸代、宮川知子 川島尚、小田嶋瞳 | 荻pote     |
| 第7話  | 秘密偶像           |                      | 高山克彥 | 守田藝成 中村憲由 | 本田修 秋田典昭 | 小美戶幸代、宮川知子 川島尚、小田嶋瞳 | 荻pote     |
| 第8話  |                    | 佐藤同學很煩惱       | 吉田玲子 | 福島利規          | 伊部勇志        | 小泉初榮                              | 川井真琴   |
| 第8話  | 國王繞遠路         |                      | 吉田玲子 | 福島利規          | 伊部勇志        | 小泉初榮                              | 川井真琴   |
| 第9話  |                    | 真紅玫瑰             | 廣田光毅 | 大石康之          | 大石康之        | 高橋初美、片山敬介 渡邊浩二           |            |
| 第9話  | 姐姐的生日         |                      | 廣田光毅 | 大石康之          | 大石康之        | 高橋初美、片山敬介 渡邊浩二           |            |
| 第10話 |                    | 紗千☆萊特的未來      | 高山克彥 | 本南宗五郎        | 本南宗五郎      | 加藤壯                                | 华华蕾     |
| 第10話 | 擺出哥哥架子的哥哥 |                      | 高山克彥 | 本南宗五郎        | 本南宗五郎      | 加藤壯                                | 华华蕾     |
| 第11話 |                    | 再見了真紅玫瑰       | 廣田光毅 | 濁川敦            | 濁川敦          | 鈴木光、宍戶久美子 小美戶幸代         |            |
| 第12話 |                    | 王冠向誰綻放光輝     | 吉田玲子 | 秋田典昭          | 秋田典昭        | 小泉初榮、小田嶋瞳 川島尚             | 春日步     |

### 播放电视台
日本深夜動畫：下文記載的日本国内播放時間使用日本標準時間（UTC+9）表示。因為部分時間标识會採用30小时制，因此請留意这类超过24:00的时间，其實際播放時間為翌日清晨。
| 播放地區   | 播放電視台   | 播出日期              | 播出時間          | 所屬聯播網          | 備註 |
| ---------- | ------------ | --------------------- | ----------------- | ------------------- | ---- |
| 关东广域圈 | TBS电视台    | 2015年7月2日－9月17日 | 星期四 26时16分－ | 日本新闻网          |      |
| 中京广域圈 | 中部日本放送 | 2015年7月2日－        | 星期四 27时20分－ | 日本新闻网          |      |
| 兵库县     | SUN电视台    | 2015年7月3日－        | 星期五 23时30分－ | 獨立局              |      |
| 日本全域   | BS-TBS       | 2015年7月11日－       | 星期六 25时30分－ | 日本新闻网 卫星电视 |      |

| 播放地區 | 发布          | 播出日期    | 播出時間 | 所屬聯播網 | 備註 |
| -------- | ------------- | ----------- | -------- | ---------- | ---- |
| 日本全域 | NICONICO 直播 | 2015年7月－ | 待定     | 网络电视   |      |
| 日本全域 | NICONICO 频道 | 2015年7月－ | 待定     | 网络电视   |      |